# Налбандов, Владимир Сергеевич
Владимир Сергеевич Налбандов (1874 — 1954, США) — русский земский деятель, политик. Участник Белого движения. Министр в Первом Крымском краевом правительстве генерала М. А. Сулькевича. Государственный контролёр во Втором Крымском краевом правительстве С. С. Крыма. Министр торговли и промышленности в Правительстве Юга России А. В. Кривошеина при главнокомандующем Вооруженными Силами Юга России генерале П. Н. Врангеле. В эмиграции во Франции, Германии, США.

## Биография
Родился в 1874 году в известной в Таврической губернии состоятельной семье. Сын Сергея Сергеевича Налбандова (1843—1909), потомственного почётного гражданина, и Варвары Матвеевны (Шлее) Налбандовой. Брат Софьи Шнейдер (Налбандовой), Сергея Сергеевича Налбандова (1868—1939), профессора, известного русского и советского учёного-бальнеолога и Эдуарда Сергеевича Налбандова. Налбандов, по воспоминаниям Д. С. Пасманика, был «полуармянин и полунемец по крови, но чисто русский человек по культуре, старый земский деятель, умный и способный человек».
Про среднее образование сведений нет, но поскольку его старший брат окончил единственную на тот момент в городе Симферопольскую мужскую казённую гимназию, можно предположить, что он учился там же. Поступил на естественный факультет Императорского Московского университета. Отличался демократическими взглядами. В 1896 году, во время учёбы на естественном факультете Московского университета, он был на 2 месяца выслан в Симферополь из-за подозрений в политической неблагонадёжности. В это время проходила коронация Николая II и власти боялись выступлений студентов.
До революции Налбандов был видным местным общественным деятелем, гласным Таврического губернского и Симферопольского уездного земских собраний, гласным Симферопольской городской думы, членом губернской земской управы, губернского по водным делам присутствия, губернского по земским и городским делам присутствия. Директор 1-го Симферопольского общества взаимного кредита. На 1900 год — член Губернского училищного совета при Армянской апостольской церкви в Крыму. Член Союза 17 октября.

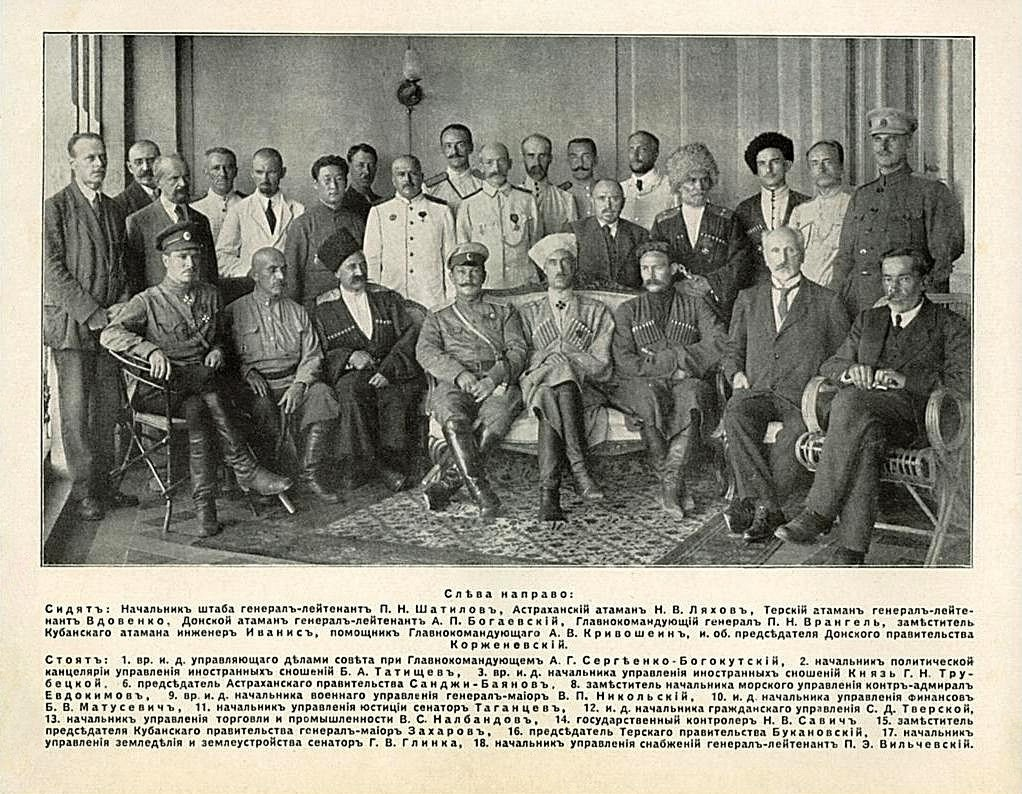
Крым, Севастополь, 1920.
Сидят (слева направо): 1 — начальник штаба генерал-майор П. Н. Шатилов; 2 — Астраханский атаман Н. В. Ляхов; 3 — Терский атаман генерал-лейтенант Г. А. Вдовенко; 4 — Донской атаман генерал-лейтенант А. П. Богаевский; 5 — Главнокомандующий Русской армией генерал П. Н. Врангель; 6 — заместитель Кубанского атамана инженер В. Н. Иванис; 7 — помощник Главнокомандующего, глава Правительства А. В. Кривошеин; 8 — и. об. Председателя Донского правительства М. В. Корженевский.
Стоят (слева направо): 1 — вр. и. д. управляющего делами совета при Главнокомандующем А. Г. Сергеенко-Богокутский; 2 — начальник политической канцелярии Управления иностранных сношений Б. А. Татищев; 3 — вp. и. д. начальника Управления иностранных сношений князь Г. Н. Трубецкой; 4 — ?; 5 — ?; 6 — председатель Астраханского правительства Санджи-Баянов; 7 — ?; 8 — заместитель начальника Морского управления контр-адмирал C. B. Евдокимов; 9 — вp. и. д. начальника Военного управления генерал-майор В. П. Никольский; 10 — и. д. начальника Управления финансов Б. В. Матусевич; 11 — начальник Управления юстиции сенатор Н. Н. Таганцев; 12 — и. д. начальника Гражданского управления С. Д. Тверской; 13 — начальник управления торговли и промышленности B. C. Налбандов; 14 — государственный контролёр Н. В. Савич; 15 — заместитель председателя Кубанского правительства генерал-майор И. А. Захаров; 16 — председатель Терского правительства Букановский; 17 — начальник Управления земледелия и землеустройства сенатор Г. В. Глинка; 18 — начальник Управления снабжений генерал-лейтенант П. Э. Вильчевский; 19 — начальник штаба Черноморского флота контр-адмирал В. В. Николя.

Со временем политические взгляды Налбандова заметно сместились вправо. Врач, эсер С. А. Никонов именовал его «заядлым октябристом», а газета «Одесские новости» — «трудовым помещиком».
Советский историк А. И. Гуковский писал, что новый краевой контролёр был стопроцентным монархистом, политический идеал которого «состоял в полном восстановлении дореволюционного царского режима», но оговаривался, что среди «черносотенцев правый октябрист Налбандов слыл за „левого“». В предреволюционные годы он, как и все октябристы, поддерживал Прогрессивный блок.
Летом 1917 года Налбандов переизбрался гласным симферопольской думы от «немецко-эстонского» списка, набравшего 1,06 % голосов, осенью 1917 года на выборах во Всероссийское Учредительное собрание возглавлял наиболее правый список в Таврическом округе — «Земельные собственники и хлеборобы», получивший всего 1,34 % голосов, а в 1918 году выступал в качестве представителя Союза немцев в Крыму.
Во время немецкой оккупации Крыма летом 1918 года вошёл в Первое Крымское краевое правительство генерала М. А. Сулькевича. Занимал посты краевого контролёра, краевого секретаря и временно управляющего министерством исповеданий и народного просвещения.
«В. С. Налбандов был несомненно самым умным, дельным и культурным из министров правительства Сулькевича, а потому, хотя занимал [первоначально] пост министра народного просвещения, сразу сделался руководителем его внутренней политики. Я бы не назвал её прямо реакционной», — писал кадет В. А. Оболенский. Впрочем, он добавлял, что «демократические самоуправления со своим социалистическим большинством были предметом ненависти Налбандова, старого цензового гласного и лидера местных аграриев», и именно поэтому «одним из первых актов краевого правительства был роспуск земских собраний и городских дум». Пасманик вспоминал, что Сулькевич был игрушкой в руках Налбандова, который «глубоко ненавидел все левые партии», а органы самоуправления, созданные в 1917 году, называл «базарными митингами».
Государственный контролёр во Втором Крымском краевом правительстве С. С. Крыма в 1919 году. Сыграл важную роль в решении вопроса об организации в Симферополе Таврического университета.
В 1920 году вошёл в состав Правительства Юга России при главнокомандующем Вооруженными Силами Юга России генерале П. Н. Врангеле в Крыму, сформированное после отставки генерала А. И. Деникина и существовавшем с апреля по ноябрь 1920 года. Глава правительства — А. В. Кривошеин. В этом правительстве был начальником управления торговли и промышленности с июня по ноябрь 1920 года.
Во время Крымской эвакуации отплыл на корабле «Лазарев». Семья проживала в Нице и Париже, позднее в Мюнхене. Не принимал другого гражданства, пользовался Нансеновским паспортом. Умер в эмиграции в США в 1954 году.

## Семья
Жена, Александра, кузина князя Ф. Ф. Юсупова. Дети:
- Екатерина Налбандова 1906,
- Андрей Налбандов (4.06.1912, Симферополь - 26.09.1986, Орегон) — американский учёный генетик, профессор Университета Орегона[13].